# Montevecchio
Montevecchio è un compendio minerario situato nella provincia del Medio Campidano, nei territori comunali di Guspini e di Arbus. Il centro abitato, noto anche come Gennas Serapis, è una piccola frazione del comune di Guspini.
Montevecchio possiede diversi monumenti di archeologia industriale mineraria e fa parte del parco geominerario storico e ambientale della Sardegna, inserito nella rete GEO-PARKS dell'UNESCO.

## Struttura del compendio
Il compendio minerario di Montevecchio consta di diversi cantieri di estrazione e lavorazione dei minerali, di un centro abitato, sede dei principali servizi e delle sedi della dirigenza, e di alcuni villaggi operai.
L'attività estrattiva sfruttava l'omonimo filone Montevecchio: questo, ricco di blenda e galena, minerali da cui si ricavano rispettivamente lo zinco e il piombo, è lungo circa dodici chilometri. Sullo stesso filone insiste anche il compendio minerario di Ingurtosu.
Dello stesso compendio faceva parte anche la miniera di Salaponi a Gonnosfanadiga.

### Il centro abitato
Il centro amministrativo del compendio è il piccolo abitato di Gennas Serapis; meglio conosciuto con il nome di "Montevecchio", è posto in un altopiano tra i più alti del territorio. Erano presenti gli appartamenti dei dirigenti della miniera e delle cariche più alte al servizio delle compagnie che si susseguirono nella gestione della miniera, diversi palazzi con alloggi per gli operai, il palazzo della direzione con annessa cappella dedicata a Santa Barbara e altri uffici della dirigenza, i servizi più importanti, come la caserma dei carabinieri, l'ospedale e le scuole, un ufficio postale, un laboratorio chimico, l'ufficio geologico, cinema e campo da calcio, dove giocava la squadra locale Montevecchio.
Attualmente è abitato da poche decine di persone ed è una frazione del comune di Guspini, mentre le case di Sa Tanca sono ricomprese nel territorio di Arbus. Nel periodo di massima attività estrattiva, il compendio arrivò a contare oltre tremila abitanti.

### I cantieri

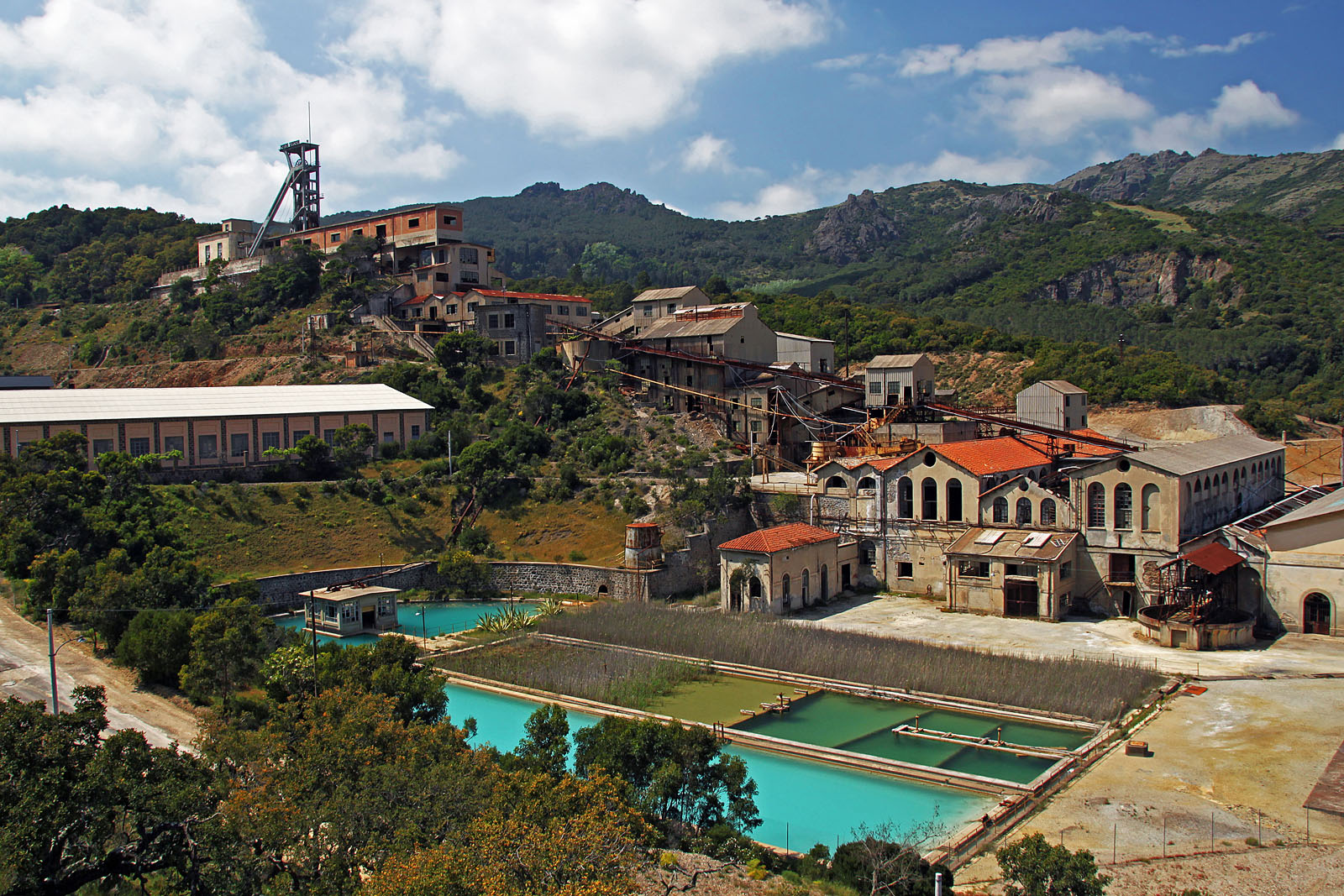
Vista del compendio minerario

A est di Gennas Serapis si trovano i cantieri di levante. Questi sono principalmente il cantiere di Piccalinna e il cantiere di Sant'Antonio. In questa parte del compendio si trovavano diversi villaggi operai: tra essi, il più importante è senza dubbio il Villaggio Righi, sulla strada che da Gennas porta ad Arbus. Tra le varie opere industriali è degno di nota il Pozzo Sartori, inaugurato il primo giugno 1941, che si sviluppa in profondità fino a toccare i 288 metri sotto il livello del mare.
A ovest del centro di Gennas Serapis si trovano i cantieri di ponente: Sanna, Telle e Casargiu; a ovest del cantiere di Casargiu incominciava il compendio di Ingurtosu.

## Storia delle attività minerarie a Montevecchio
Le miniere di Montevecchio furono tra le più produttive d'Europa: le attività estrattive partirono dall'antichità, cessando definitivamente nel 1991.

### L'estrazione mineraria in epoca antica e moderna
La ricchezza mineraria della zona di Montevecchio doveva essere certo nota ai Romani: sono state infatti accertate attività estrattive di epoca romana attraverso resti di strumenti di lavoro, come lucerne e piccoli secchi per il trasporto dei minerali dai pozzetti scavati nella roccia. In particolare, testimonianze ottocentesche affermano il ritrovamento in situ di due pompe romane in piombo: entrambe avevano le bocchelle in bronzo, e una delle due addirittura meccanismi lignei all'interno. Pare che una delle due pompe sia stata trasportata e conservata a Parigi.
Le attività estrattive nella zona continuarono anche durante il Medioevo. Si hanno testimonianze di lavori minerari per tutta l'epoca moderna. Nel 1750 Carl Gustav Mandel, l'imprenditore svedese che fece costruire una fonderia a Villacidro, considerata tra i primissimi esempi di attività correttamente definibile industriale in Sardegna, fece scavare delle buche poco profonde in tutta la zona. Dopo la morte di quest'ultimo, le attività di scavo proseguirono sia durante la gestione statale del Belly, voluta direttamente dalle autorità sabaude, sia per mezzo di privati a cui furono assegnate piccole concessioni di scavo. Tuttavia, si trattò di attività che non avevano la consistenza produttiva delle attività industriali che si avviarono nella seconda metà dell'Ottocento.

### L'estrazione nell'Ottocento e la famiglia Sanna
L'origine di quella che poi sarebbe divenuta l'attività estrattiva delle miniere di Montevecchio risale all'intraprendenza di un prete sassarese fresco di seminario, Giovanni Antonio Pischedda. Il padre di questi era mercante, e giunto nei pressi di Arbus per lavoro, seppe casualmente da vecchi del posto dei lavori svolti tra la fine del Settecento e l'inizio dell'Ottocento a Montevecchio e a Ingurtosu per l'estrazione del minerale. Il giovane prete, giunto anch'esso nel guspinese perché più attratto dalla cura dei commerci che da quella delle anime, incominciò intorno al 1842 a effettuare i primi scavi alla ricerca del minerale. A Marsiglia, porto nel quale si era recato alla ricerca di soci per realizzare una società con cui poter fare domanda della concessione del territorio per la ricerca e la successiva estrazione del minerale, conobbe Giovanni Antonio Sanna, un altro sassarese emigrato di grande intraprendenza.

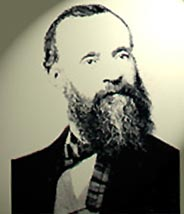
Giovanni Antonio Sanna

Questi, non senza difficoltà, riuscì a costituire una società, la Società per la Coltivazione della Miniera di Piombo Argentifero detta di Montevecchio, da cui ben presto il prete sassarese si allontanò, e alla quale il 28 aprile 1848 fu data la gestione delle tre concessioni chiamate semplicemente Montevecchio I, Montevecchio II e Montevecchio III. Queste erano tre appezzamenti di terreno di forma quadrata, di lato di due chilometri: quindi la Società aveva il controllo, nel 1848, di una fetta di territorio complessivamente larga due e lunga sei chilometri, estesa dalle pendici dei colli a ovest di Guspini verso est, sino al territorio di Ingurtosu.
La società Montevecchio inizialmente rivolse la propria attenzione a quelle parti di filone metallifero emergenti dal sottosuolo, in località Gennas Serapis e Casargiu. I lavori in quest'ultimo cantiere furono però ben presto abbandonati, e si proseguì esclusivamente con i cantieri più orientali, dove furono aperte gallerie a giorno. Nei pressi della Galleria Angosarda, una delle più orientali, fu realizzata, all'inizio degli anni cinquanta dell'Ottocento, la prima laveria stabile del compendio, detta laveria Rio. Questa, alimentata dalle acque del Torrente Rio e mossa da un motore a vapore, riceveva e lavorava il minerale estratto dalle vicine gallerie, come appunto l'Anglosarda.
Nello stesso periodo furono realizzate le prime strutture stabili nel centro abitato di Gennas Serapis, nuclei abitativi a uso dei dirigenti e dei principali rappresentanti della società.
Nel 1865 la miniera, con 1100 operai, era la più grande del Regno d'Italia.

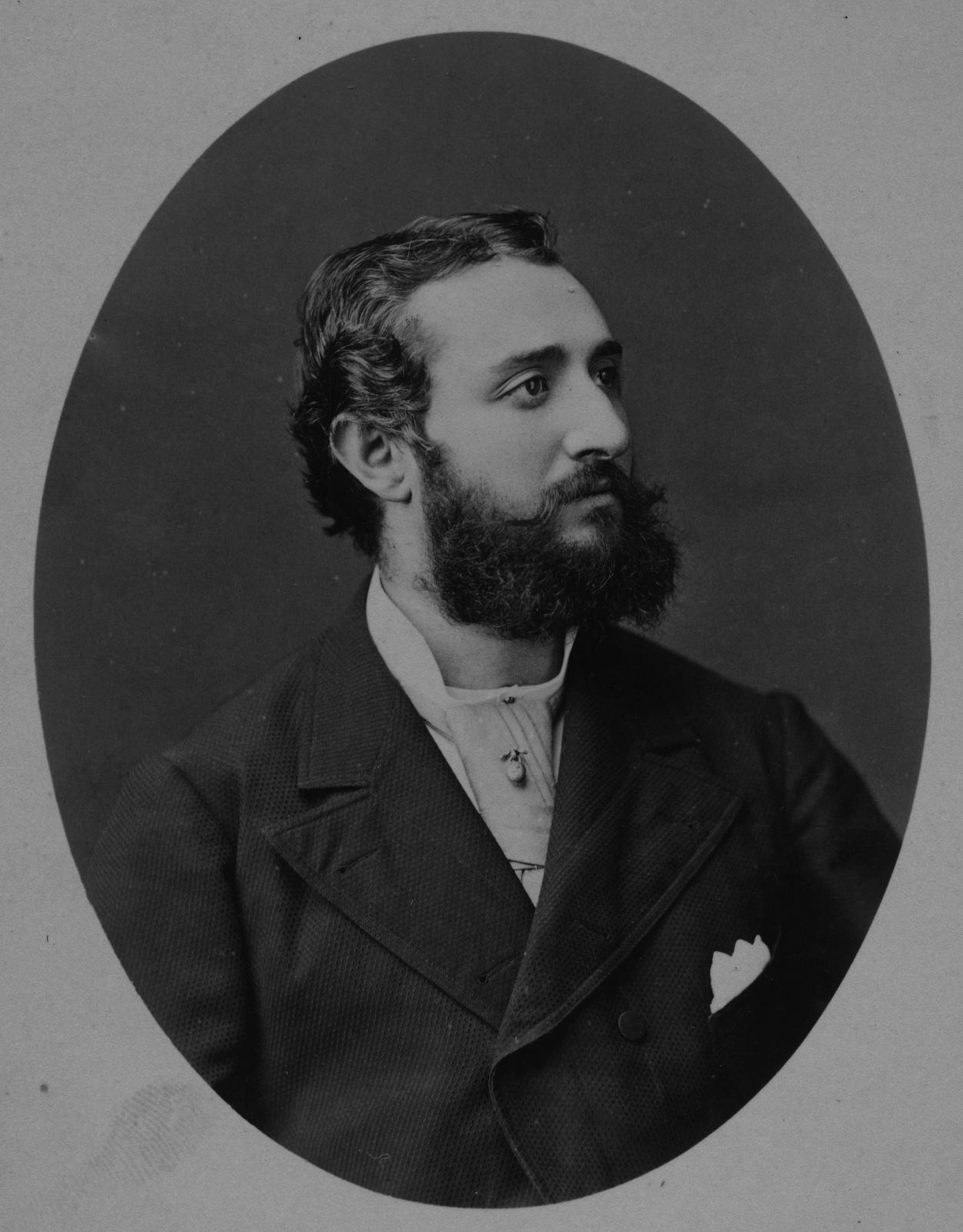
Alberto Castoldi.

Nel 1873 la Società delle Miniere di Montevecchio incominciò la costruzione della ferrovia Montevecchio Sciria-San Gavino Monreale per il trasporto del minerale; venne terminata nel 1878 sotto la direzione dell'ingegnere Alberto Castoldi (genero di Giovanni Antonio Sanna per aver sposato la figlia Zelí) ed entrò in servizio il 15 novembre dello stesso anno.
Alla laveria Rio ben presto seguì un'altra laveria, situata però nella parte occidentale del compendio, e chiamata laveria Sanna, in onore del fondatore della società, poi ribattezzata laveria Eleonora d'Arborea, a causa di dissidi interni tra soci dell'azienda in materia di gestione, e una volta venuto a mancare, nel 1875, il Sanna, nuovamente dedicata alla sua figura. Questa laveria fu posta in una stretta valle formata dal rio Montevecchio; criticata sia per l'insalubrità del luogo, infestato dalla zanzara, sia per la scarsa accessibilità della valle, fu dotata di motori e di apparecchiature superiori a quelle realizzate nella laveria Rio.
Nel 1877 fu realizzata la terza laveria del compendio, la laveria Principe Tomaso. Il nome fu dato in onore all'omonimo principe di Casa Savoia, che in quell'anno visitò i cantieri e che inaugurò la nuova struttura: allo stesso fu offerto un ricco banchetto nella Galleria Anglosarda, la cui bocca era antistante il nuovo opificio. La Galleria, a causa delle concrezioni piombo argentifere della sua volta, probabilmente fu considerata il luogo più adatto per ospitare un membro della dinastia regnante. In questa prima fase la laveria Principe Tomaso consisteva semplicemente in quattro fabbricati tra loro affiancati, all'interno dei quali stava il potente motore a vapore e le apparecchiature gravimetriche. Il progetto di costruzione di una laveria in questa zona era stato già previsto da tempo: inizialmente si pensò di trasferire la laveria Rio, poi si optò per la realizzazione di una struttura nuova. La vecchia laveria Rio fu definitivamente abbandonata e in parte distrutta nel 1897, quando la Principe Tomaso subì ampliamenti strutturali e rinnovamenti nella dotazione meccanica.
Lo stesso anno fu iniziata la realizzazione della nuova laveria, posta nel cantiere Telle e chiamata laveria Lamarmora. Questa, più piccola delle altre due, serviva i cantieri più occidentali, nei quali nel frattempo si indagava.
Probabilmente qualche anno prima fu realizzato l'ospedale di Gennas Serapis, ritenuto dai visitatori del periodo uno dei più moderni mai realizzati in Sardegna. Tra questi, il primo di cui abbiamo testimonianza è Carlo Corbetta: costui ne parla già del 1877, nel suo volume Sardegna e Corsica. L'ospedale era diviso, al piano superiore, in quattro cameroni da nove posti letto ciascuno, sistemi per il ricambio dell'aria e un sistema di binari a scomparsa per muovere le brandine con i degenti, in maniera che quando uno di questi si aggravava o veniva a mancare poteva essere trasportato in un altro reparto senza disturbare gli altri pazienti.

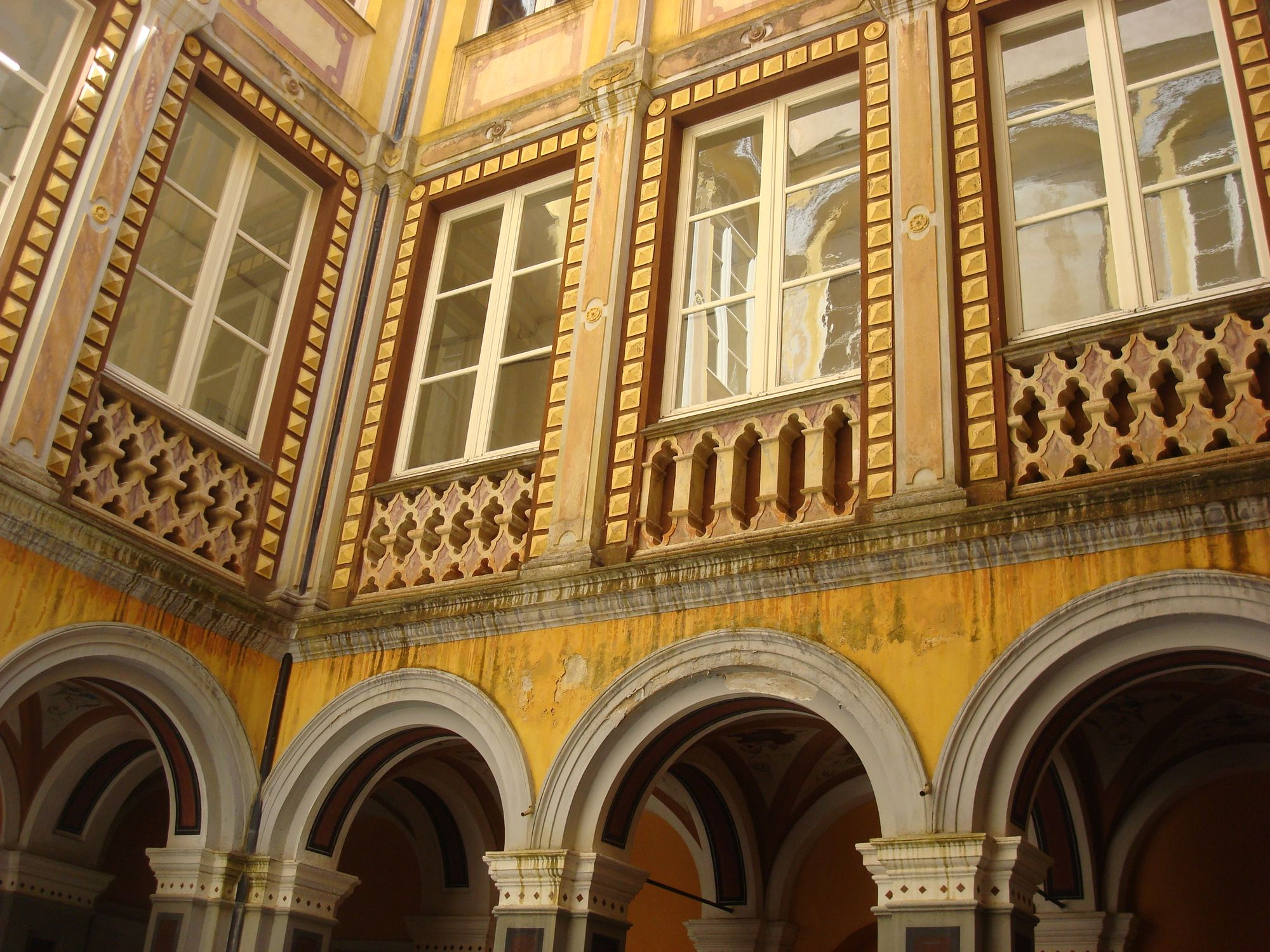
Palazzo della Direzione

Pochi anni dopo fu realizzato il Palazzo della Direzione. Nella stessa zona dove questo sorse, il Sanna aveva pensato di far costruire una grande chiesa, dedicata a Santa Barbara, patrona dei minatori: in realtà l'edificio così come progettato era troppo grande per le necessità del compendio, e dopo la sua morte fu realizzata al suo posto una palazzina di vaste dimensioni, comprendente gli uffici della direzione, l'appartamento del direttore e, annessa una grande cappella. Anche questa struttura, come la maggior parte di quelle più antiche presenti nella zona, col tempo subì numerose modifiche.
La morte di Giovanni Antonio Sanna, avvenuta nel 1875, diede inizio a liti tra i parenti per amministrare e dividere la società e la grossa eredità lasciata. Nonostante ciò la Montevecchio continuò a essere sviluppata dagli eredi, con l'acquisizione di altre piccole miniere e dei complessivi buoni risultati fino agli anni venti, cambiando nome in Miniere di Montevecchio.
Superata la prima guerra mondiale, la società entrò in crisi a seguito delle avversità dovute alla grande depressione del 1929.
Nel 1933, la situazione divenne insostenibile, anche per i costi dovuti alla costruzione della Fonderia di San Gavino Monreale. Così, per i grossi debiti, venne fatta domanda di un concordato preventivo: furono offerti 43 milioni di lire, congiuntamente dalla Montecatini e dalla Monteponi. I compiti delle due società furono ben definiti e distinti: le miniere alla Montecatini, la metallurgia alla Monteponi. La nuova società venne chiamata Montevecchio società anonima mineraria.

### Gli anni del massimo splendore

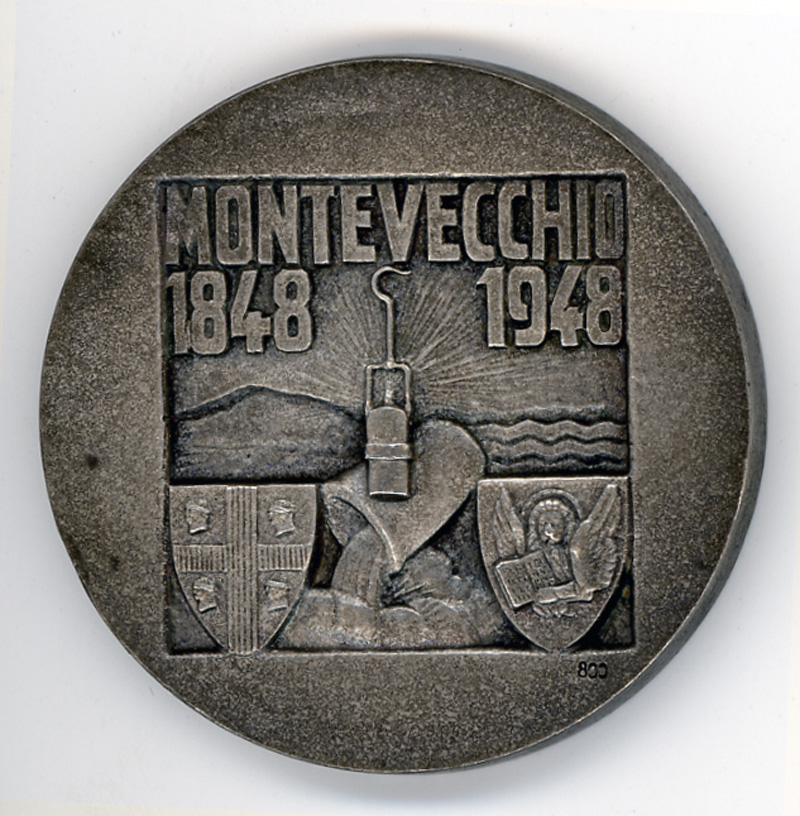
Medaglia del centenario della miniera

Il massimo splendore della miniera si raggiunse a cavallo del secondo conflitto mondiale.
Nel 1939 la società assunse il nome di Montevecchio SIPZ, società italiana del piombo e dello zinco, nello stesso anno si ebbe la massima produzione di minerale.
L'arrivo della guerra vide un generale rallentamento delle attività, nonostante una visita di Benito Mussolini nel 1942. Contestualmente alla realizzazione del campo di volo a Sa Zeppara, alcuni operai delle officine della miniera furono impiegati nelle operazioni di manutenzione agli aerei. Dopo l'armistizio di Cassibile del 1943 l'estrazione rimase praticamente ferma e a causa delle condizioni in cui versava la nazione, le officine e i laboratori chimici si arrangiarono a fare qualsiasi cosa potesse essere utile (ad esempio la realizzazione di saponi).
Nel Dopoguerra le attività ripresero con vigore. Nel 1948 si celebrò anche il centenario della nascita della miniera. Furono sviluppate molte opere, sia nel settore propriamente estrattivo sia nelle opere civili di complemento, come la diga intitolata a Guido Donegani.
In questi anni si ebbero grandi produzioni, così la società arrivò a diventare la maggior produttrice italiana di piombo e zinco.
Questo periodo durò fino agli anni sessanta. Nel 1962 la società venne incorporata dalla Monteponi per dar vita alla Monteponi e Montevecchio.

### Gli ultimi anni
Nel 1965 alla società venne accorpata la miniera di Ingurtosu, che la Pertusola aveva abbandonato perché priva ormai di ogni risorsa. Nel 1966 la fusione fra la Montecatini e la Edison portò alla cessazione della gestione Montecatini, cui subentrava la Montedison, meno interessata alle attività minerarie.
Nel 1971 la miniera fu assorbita da un nuovo organismo: la Sogersa (società statale e regionale di gestione delle risorse minerarie sarde), cioè dall'EGAM e dall'Ente Minerario Sardo. La produzione era ridotta, il giacimento ormai non aveva più molte risorse economicamente sfruttabili e si teneva l'occupazione.
Nel 1976 l'EGAM fu messo in liquidazione e la Sogersa fu assorbita dall'Eni, attraverso la SAMIM: si prospettava ormai la chiusura, infatti nel 1980 venne messo in Cassa integrazione guadagni il personale. Nel 1984, grazie a dei fondi regionali e statali, ripartirono alcune coltivazioni. Nel 1986, a seguito della volontà dell'ENI di separare la metallurgia dalle miniere, queste confluirono nella SIM - Società Italiana Miniere: la situazione rimase invariata, con crescente preoccupazione per la salvaguardia dei posti di lavoro. Le proteste ebbero il culmine con l'occupazione nel 1991 del Pozzo Amsicora, durata 27 giorni e che, con l'accordo del 17 maggio, porterà alla definitiva chiusura della miniera di Montevecchio.

## La collaborazione della Montevecchio con l'Aeronautica
Nel 1940 incominciarono i lavori per la costruzione della pista di volo a Sa Zeppara con maestranze di tutto il territorio. Le imprese affidatarie dell'appalto, Usai e Podda di Guspini, terminarono i lavori a metà del 1942.
Nell'aeroporto furono dispiegati Macchi M.C.205V (Veltro) perfettamente efficienti di nuova costruzione al comando del colonnello Fanali. I caccia Macchi furono ideati dal progettista aeronautico ing. Mario Castoldi.
Nell'aeroporto di Sa Zeppara la manutenzione degli aerei fu affidata agli operai delle officine della vicina Miniera di Montevecchio. Attraverso questa collaborazione gli operai appresero tecniche di manutenzione di alto livello, che migliorarono le loro conoscenze: nel tempo le loro capacità tecniche e le attrezzature moderne dell'aeronautica fecero sì che gli operai diventassero tra i più qualificati d'Italia. Nel campo di volo di Sa Zeppara furono portate officine mobili (autocarri con attrezzatura speciale per la manutenzioni degli aerei) provenienti dall'aeroporto di Monserrato che fu bombardato nei primi raid prima del bombardamento di Cagliari avvenuto nei primi mesi del 1943. Per la cronaca gli americani attesero le piogge affinché l'aeroporto di Monserrato fosse inagibile. Infatti in questa località le piste erano poste su terreno argilloso che non permetteva il drenaggio delle precipitazioni meteoriche. Perciò quando arrivarono gli aerei americani, anche se avvistati, provenienti dalla Tunisia, gli aerei italiani non poterono decollare. Usando questo stratagemma le forze alleate poterono bombardare e distruggere la città Cagliari. Quanto restò dell'aeroporto di Monserrato – aerei e officine mobili - fu portato a Sa Zeppara che divenne il centro di revisione aerea più importante della Sardegna sino alla fine della guerra. Come attestano i registri della manutenzione della Macchi, negli ultimi due hangar circa quaranta dipendenti della Montevecchio (tra essi una decina di guspinesi) lavorarono alla revisione pre volo e post volo dei velivoli, alla messa a punto e prova dei motori, dei carrelli, delle radio e dell'armamento. Il tutto avveniva sotto la supervisione dell'Ufficio Sorveglianza Tecnica della Regia Aeronautica e, dall'autunno del 1943, di un ufficiale della Luftwaffe.

## Turismo minerario

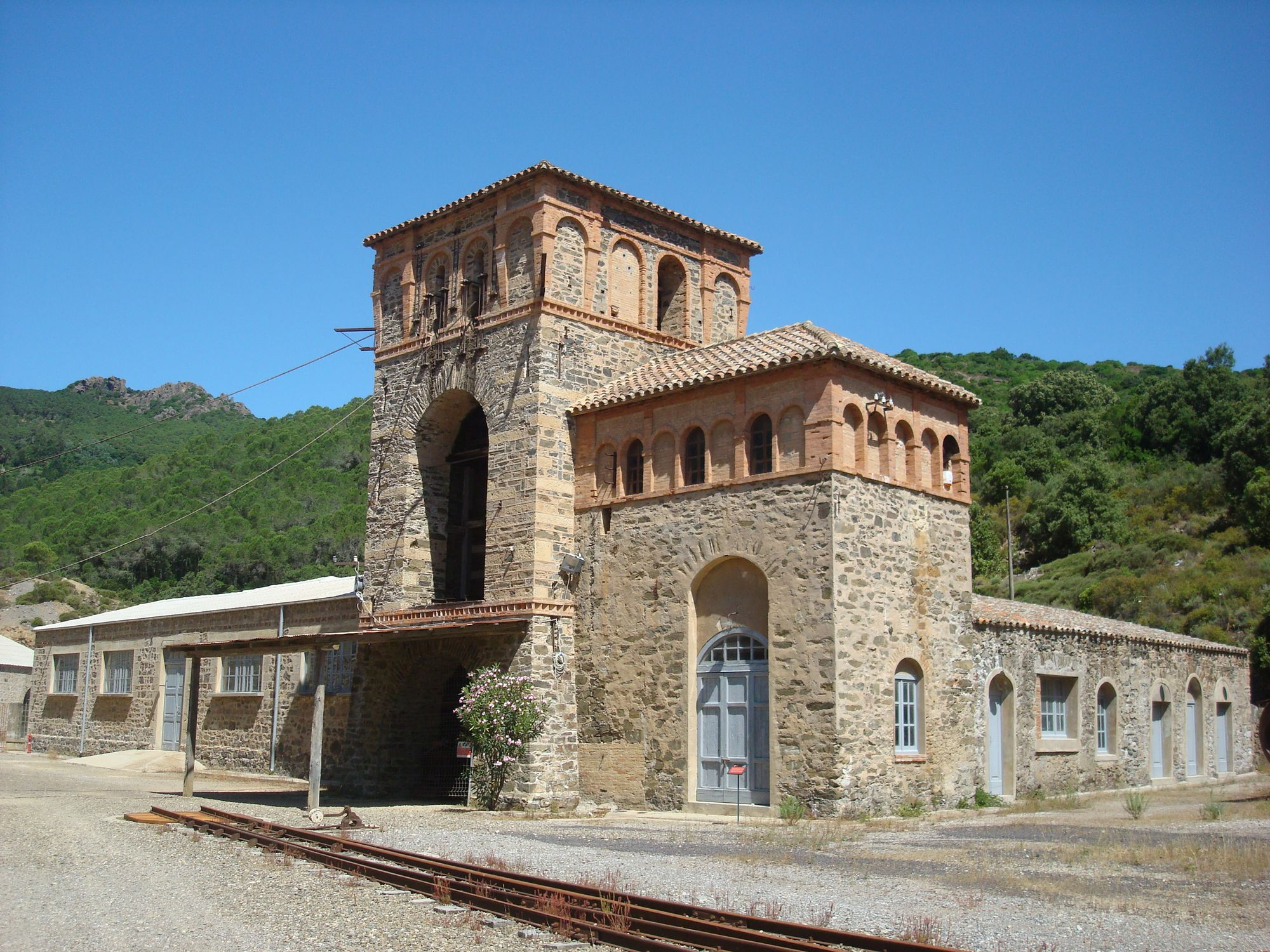
Pozzo San Giovanni nel cantiere Piccalinna.

La miniera di Montevecchio, dopo anni di restauri (grazie ai quali ha vinto il Premio Eden 2011) e l'inserimento tra gli otto siti facenti parte del Parco Geominerario della Sardegna, è totalmente fruibile e visitabile. Sono disponibili 5 diversi percorsi di visita che testimoniano l'attività estrattiva svolta dal 1848 fino al 1991, a partire dal lussuoso palazzo della direzione, sino ai cantieri di levante, dove si trovano le umili abitazioni dei minatori, le officine, le fonderie, i depositi minerari, il suggestivo cantiere di Piccalinna e il percorso nel sottosuolo con la Galleria Anglosarda.